# SETA Corporation
SETA Corporation (株式会社セタ Kabushiki-Gaisha Seta) var ett Japansk datorspelbolag grundat den 1 oktober 1985 och löst up den 9 februari 2009. Seta hade sitt huvudkontor i Kōtō, Tokyo. Den amerikanska filialen Seta var belägen i Las Vegas, Nevada.